# Anomala oreas
Anomala oreas är en skalbaggsart som beskrevs av Ohaus 1897. Anomala oreas ingår i släktet Anomala och familjen Rutelidae. Inga underarter finns listade i Catalogue of Life.